# Antoni Gąsiorowski (1901–1943)
Antoni Gąsiorowski, zwany Ślepym Antkiem, ps. Ślepy (ur. 1 czerwca 1901 w Wierzenicy, zm. 26 czerwca 1943 (?) w Poznaniu) – polski drobny handlarz i woźnica; w okresie okupacji Polski przez niemiecką III Rzeszę żołnierz Armii Krajowej, jeden z głównych wykonawców i bezpośredni uczestnik Akcji Bollwerk, największej operacji dywersyjnej Okręgu Poznańskiego AK. Jego postać i dokonania upamiętnione zostały legendą miejską, rozpowszechnioną po II wojnie światowej wśród mieszkańców poznańskiego Chwaliszewa i zweryfikowaną następnie badaniami historycznymi.

## Życiorys
Urodził się 1 czerwca 1901 w Wierzenicy koło Poznania w rodzinie Walentego i Marianny z domu Kruger. Związany z poznańskim Chwaliszewem, pracował jako woźnica w firmie Hartwig. Zarabiał również prowadząc drobny handel. Wraz z żoną Józefą z d. Tarczewską posiadał liczną rodzinę. Był znany jako Ślepy Antek, ponieważ w młodości stracił prawe oko.
Został zwerbowany do Armii Krajowej w połowie stycznia 1942 przez dowódcę Oddziału Lotnego WKZO st. sierż. Michała Garczyka ps. Kuba podczas spotkania na pl. Sapieżyńskim (obecnie pl. Wielkopolski). Zadaniem Garczyka było stworzenie grupy żołnierzy do przeprowadzenia planowanej akcji w poznańskim porcie rzecznym. Gąsiorowski nigdy wcześniej nie angażował się w żaden rodzaj działalności politycznej, przystąpił jednak do Armii Krajowej, jak wynika z relacji świadków, zafascynowany ideą państwa podziemnego. Został zaprzysiężony i przyjął pseudonim Ślepy ze względu na to, że pod tym określeniem był już wcześniej znany. Następnie zwerbował do AK grupę swoich znajomych, bandę (gwarowo – ekę) – brata Władysława, Michała Aniołę, Stanisława Kaliszana, Leonarda Kolanaka, Stanisława Sztukowskiego i Michała Śmiegielskiego ps. Bolek.

### Akcja Bollwerk
Gąsiorowski brał aktywny udział w przygotowaniach do akcji, uczestniczył we wszystkich nocnych wyprawach do portu, zajmując się rozpoznaniem topograficznym terenu. Akcja Bollwerk miała miejsce w nocy z 21 na 22 lutego 1942. Celem tej bezprecedensowej pod względem rozmiarów jak również znaczenia operacji było zniszczenie niemieckich magazynów znajdujących się przy Tamie Garbarskiej. Gąsiorowski był jednym z jej 19 bezpośrednich uczestników.
Zanim rozpoczęto akcję, krótko przed godziną policyjną Gąsiorowski wraz ze swoimi towarzyszami miał wtargnąć do mieszkania mężczyzny o nazwisku Konieczny, wpisanego na niemiecką listę narodowościową, którego sterroryzowano, zmuszono do zabezpieczenia mieszkania oraz podania kolacji i alkoholu. Następnie wymuszono na nim zobowiązanie, iż zachowa tajemnicę i nie złoży doniesienia władzom okupacyjnym. Gąsiorowski miał podawać się jednoznacznie za żołnierza AK i nie ukrywał swego właściwego imienia.
Realizację celu akcji, jakim było podpalenie i zniszczenie magazynów przy Tamie Garbarskiej, nadzorował Gąsiorowski wraz z Tomaszem Prymelskim. Nim to się jednak stało, Gąsiorowski, uzyskawszy pozwolenie Garczyka, zabrał z magazynu 3 worki cukru.

### Aresztowanie i śmierć
Gąsiorowski został aresztowany 25 czerwca 1943 roku przy Wolnicy (ulica w bezpośrednim sąsiedztwie pl. Sapieżyńskiego/Wielkopolskiego), podczas rozładunku wozu. Stawił gwałtowny opór usiłującym go zatrzymać, następnie zaś został przewieziony do więzienia przy ul. Młyńskiej. Podczas próby przesłuchania, będąc skrępowanym, został pchnięty przed jednego z oprawców w stronę osób prowadzących przesłuchanie. Wykorzystując ten moment, Gąsiorowski rzucił się na obecnego tam funkcjonariusza i przegryzł mu gardło. Następnej nocy poddany został brutalnemu śledztwu.
Według dokumentów Gestapo Antoni Gąsiorowski zmarł 26 czerwca 1943, jako przyczynę śmierci podano ból brzucha. Należy jednak zaznaczyć, że dokumentacja ta zawiera błędy przy określeniu miejsca zamieszkania Gąsiorowskiego, co negatywnie rzutuje na jej wiarygodność.
Krótko po śmierci Gąsiorowskiego represjom poddano jego rodzinę. Życie stracili jego brat Władysław oraz siostrzeniec Henryk Kwiatkowski, również związani z akcją. Zatrzymano córkę Antoniego, Helenę, oraz Józefę Gąsiorowską, która została aresztowana jeszcze w dniu śmierci męża. Poddano ją śledztwu w poznańskiej siedzibie Gestapo, znajdującej się w przedwojennym Domu Żołnierza, i obozie w Żabikowie, ostatecznie zaś, jako żonę największego polskiego bandyty, osadzono w obozie koncentracyjnym w Ravensbrück; przeżyła jednak wojnę. Rodzina pozbawiona została ponadto dachu nad głową.
Ze względu na to, że czyn Gąsiorowskiego skompromitował funkcjonariuszy Gestapo i jego przywoływanie było dla władz okupacyjnych niewygodne, nie został on wspomniany w procesie 14 uczestników Akcji Bollwerk, który miał miejsce przed Sądem Specjalnym w Poznaniu (Sondergericht Posen) 16 listopada 1943.

## Legenda i upamiętnienie
Życiorys Antoniego Gąsiorowskiego przez wiele lat nie był dobrze znany, niektóre fakty z jego życia zachowały się w formie legendy miejskiej rozpowszechnionej wśród mieszkańców Chwaliszewa, gdzie był postacią powszechnie rozpoznawaną. Nazywano go juchtą chwaliszewską – gwarowym związkiem frazeologicznym oznaczającym chuligana, łobuza bądź przestępcę związanego z Chwaliszewem, niejako będącego elementem miejscowej tradycji i kolorytu. Legenda była trudna do weryfikacji ze względu na opory świadków, głównie żołnierzy AK, przed ujawnieniem się, co spowodowane było względami politycznymi i obawą ponownych represji ze strony władz komunistycznych. Nieznane były również szerszemu kręgowi osób okoliczności śmierci Gąsiorowskiego, co uznano za warunek konieczny do umieszczenia jego nazwiska na tablicy pamiątkowej.
Więcej informacji na jego temat poznano w toku badań historycznych prowadzonych w związku z odsłonięciem w 1982 roku monumentu ku czci uczestników akcji, stanowiącego pierwsze miejsce poświęcone czci żołnierzy Armii Krajowej w Poznaniu, jak również dzięki relacji syna Gąsiorowskiego odnalezionego w związku z wystawą poświęconą historii Chwaliszewa, zorganizowaną przez Muzeum Historii Miasta Poznania w 1995 roku. Dzięki relacji tego ostatniego poznano m.in. wygląd Gąsiorowskiego oraz okoliczności jego aresztowania i śmierci. Ostatni czyn Antoniego Gąsiorowskiego znany był rodzinie za pośrednictwem pielęgniarki pracującej w szpitalu, gdzie przewieziono ciężko rannego funkcjonariusza Gestapo.
Wydarzenia związane z odsłonięciem tablicy naznaczone były silnym piętnem komunistycznej propagandy i stanowiły próbę zyskania przez władzę szerszego poparcia społecznego w okresie stanu wojennego. Ze względu na niezadowalające rezultaty pierwszych badań oraz brak czasu tablicę zaprojektowano w taki sposób, by można było dodać później nazwisko Gąsiorowskiego.
W relacjach świadków Gąsiorowski jawi się jako głęboki patriota i człowiek z dużym poczuciem honoru, co wyróżniało go nawet na tle innych działaczy podziemia – po zakończeniu Akcji Bollwerk miał pozostawić w jednym z budynków zarekwirowany przez władze okupacyjne gramofon grający Mazurka Dąbrowskiego. Nie do końca miał akceptować zasady konspiracji, gdyż – jak twierdził – nie chciał umrzeć bezimiennie. Miał mieć również skłonność do brawury. Wspominano również epizody jego życia z czasów poprzedzających okupację – jego ekę oraz przyzwyczajenia i preferowane sposoby spędzania wolnego czasu m.in. ulubione lokale (Grubego Jasia i Koniecznego).
19 września 2015 przy dawnym murze przeciwpowodziowym na Czartorii otwarto Zaułek Ślepego Antka. Jego działalność została upamiętniona 16 lipca 2022, kiedy na Chwaliszewieodsłonięto poświęconą mu tablicę.
Postać Ślepego Antka weszła też do literatury. Antoni Gąsiorowski został bohaterem powieści Piotra Bojarskiego "Coraz ciemniej w Wartheland" oraz serii jego kryminałów retro, rozgrywających się w okresie międzywojennym.